# Eytan Fox

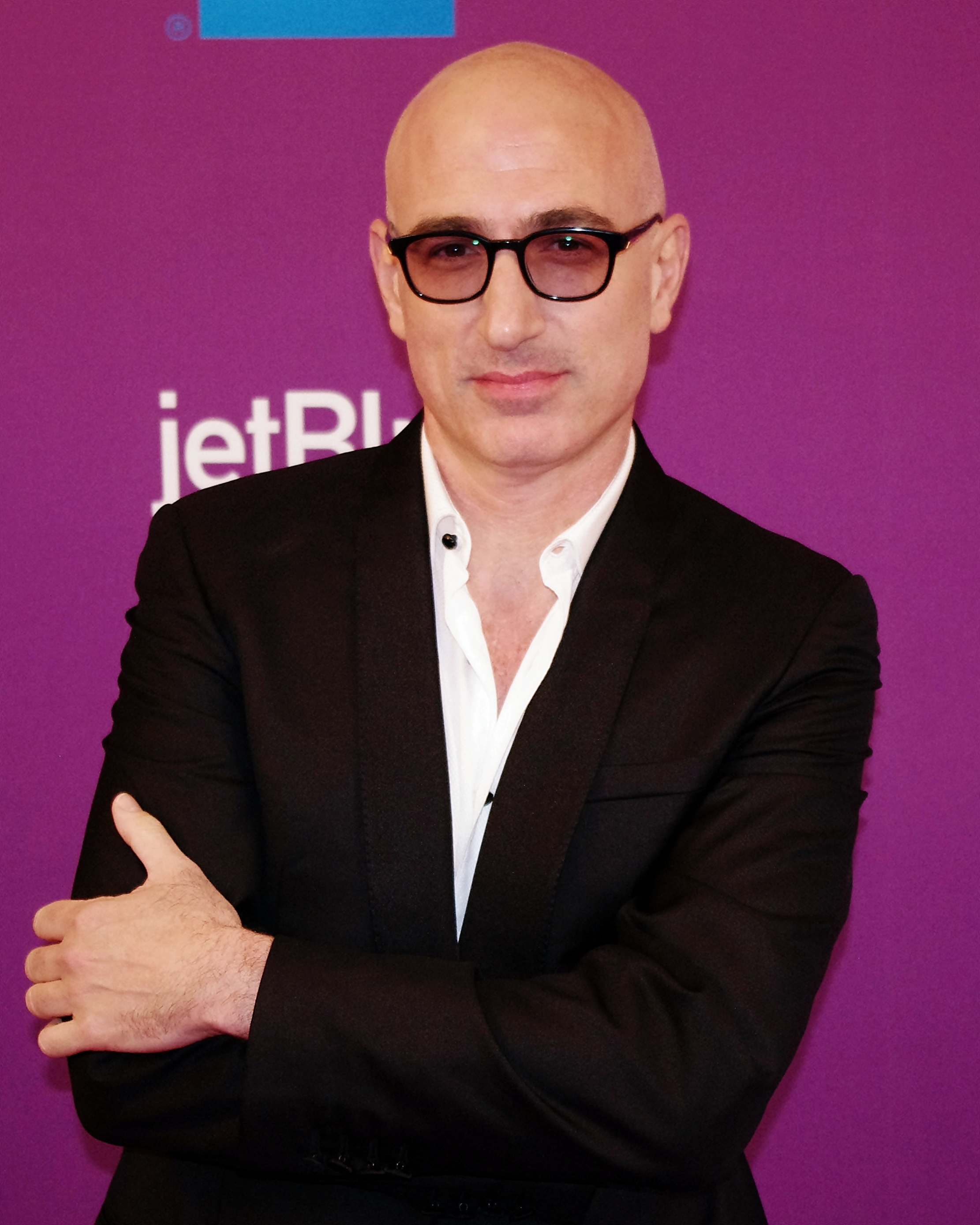
Eytan Fox (2012)

Eytan Fox (hebräisch איתן פוקס; * 21. August 1964 in New York, Vereinigte Staaten) ist ein israelischer Regisseur.

## Biografie
Eytan wurde zwar in New York geboren, aufgewachsen ist er allerdings in Israel, wohin die Eltern zurückkehrten, als er noch ein Kind war. Später studierte er in Tel Aviv Film- und Fernsehwissenschaften.
Sein Erstlingswerk After, ein preisgekrönter Kurzfilm, thematisierte bereits das Thema Homosexualität, welches er in weiteren Filmprojekten immer wieder aufgriff. Mit seinem heutigen Lebensgefährten Gal Uchovsky, einem israelischen Drehbuchautor und Produzenten, arbeitete er mehreren an Filmen zusammen. 1994 folgte sein erster Kinofilm Das Lied der Sirene (Shirat Ha'Sirena). Der Film war kommerziell gesehen ein überwältigender Erfolg und avancierte 1994 zum erfolgreichsten Film des Jahres in Israel.
Der Spielfilm The Bubble, der ebenso wie die Filme Yossi & Jagger und Walk on Water das Leben schwuler Männer im heutigen Israel zum Gegenstand hat, wurde auf der 57. Berlinale mit dem Leserpreis des schwullesbischen Magazins Siegessäule ausgezeichnet.

## Filmografie
- 1990: After (Time Off) (Kurzfilm)
- 1994: Das Lied der Sirene (Shirat Ha’Sirena)
- 1997: Florentine (Fernsehserie)
- 1997: Ba’al Ba’al Lev (בעל בעל, dt. Dir gehört mein Herz) (Kurzfilm)
- 2002: Yossi & Jagger (Yossi & Jagger)
- 2004: Walk on Water (Lalechet Al Hamaim)
- 2006: The Bubble – Eine Liebe in Tel Aviv (Ha-Buah)
- 2009: Mary Lou (Fernsehserie)
- 2012: Yossi (Ha-Sippur Shel Jossi, dt. Die Geschichte von Jossi)
- 2013: Cupcakes (Cupcakes)
- 2020: Sublet